# Tchouniri

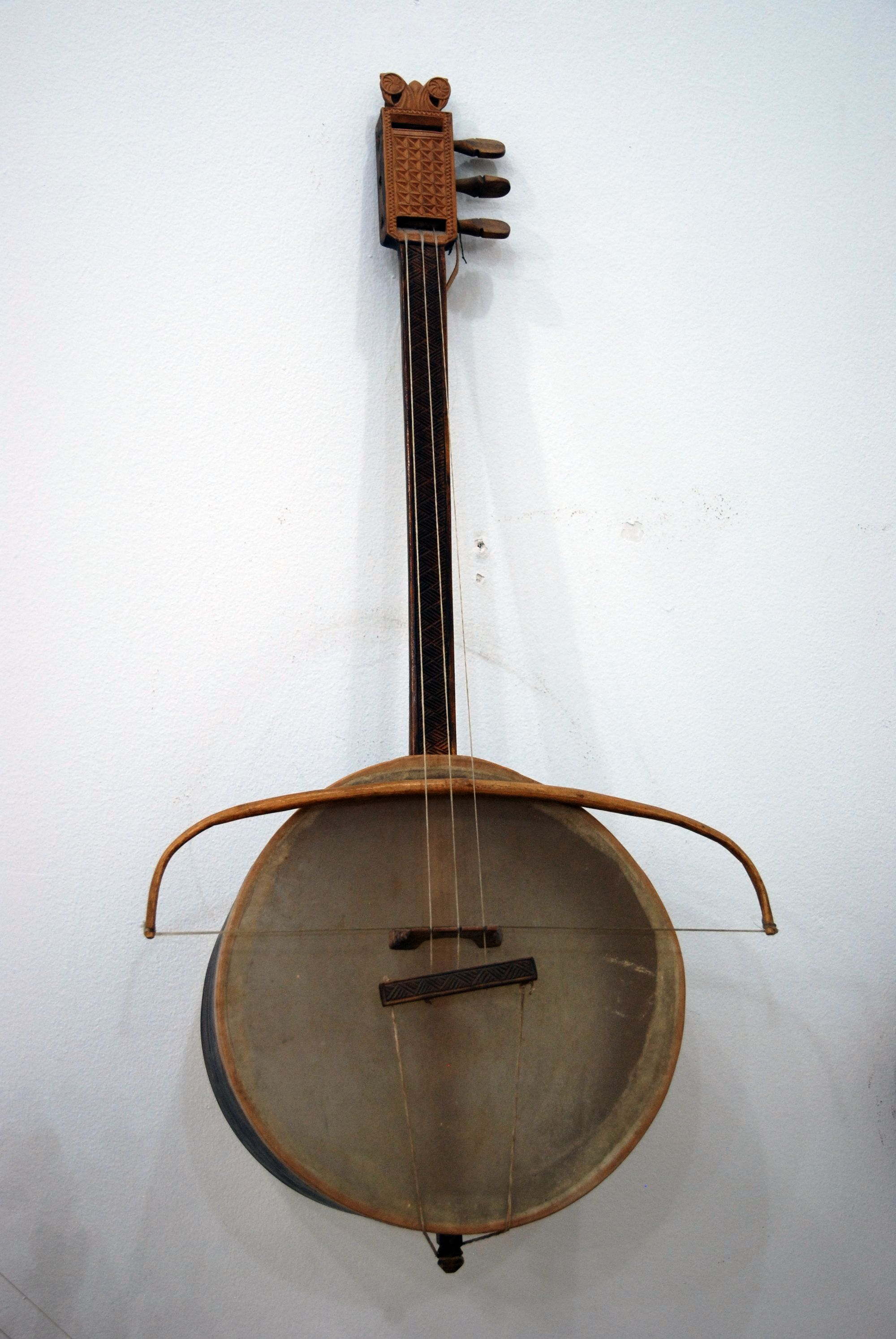
Tchouniri

Le tchouniri, (en géorgien : ჭუნირი), ou chuniri, est un instrument à cordes utilisé dans les régions montagneuses de la Géorgie, Svanétie — où il est considéré comme l’instrument national —, Khevsourétie, Touchétie et Racha ; il l’est aussi en Gourie sous le nom de tchianouri.

## Facture
Il est composé d’un « corps » en bois recouvert de cuir et d’un « cou » terminé par une « tête » portant le mécanisme de tension des cordes : elles sont au nombre de trois et correspondent à trois voix (débutante, haute et basse).
Le tchouniri était exposé à la chaleur d’un feu, ou au soleil, avant d’être joué, afin de lui faire rendre un meilleur son.

## Jeu
Il avait une large place dans les rituels de la mort, en Svanétie et en Racha, où, la veille des obsèques, un homme chantait en plein air la vie du défunt afin que son âme repose en paix.
Il est souvent utilisé pour accompagner les chansons tristes et les poèmes épiques (en solo), les chants polyphoniques (avec un tchangui) et les mélodies de danses (avec un tchangui et un salamouri). Deux tchouniri ne jouent jamais ensemble. Aujourd'hui, il est joué par les hommes et les femmes.

## Note
1. ↑  Comme la plupart des instruments de musique joués dans le Caucase, en Asie mineure ou en Asie centrale, le tchouniri existe dans plusieurs pays, avec des variantes de fabrication et des variantes de nom, ainsi d’ailleurs que des variantes de transcription. Généralement transcrit en langue anglaise en chuniri, le ჭუნირი géorgien devrait être transcrit en langue française en tchouniri : il le fut ainsi durant deux siècles lorsque la langue russe était le véhicule intermédiaire.